# بازل برنشتاين
بازل برنارد برنشتاين (1 نوفمبر 1924 - 24 سبتمبر 2000) (بالإنجليزية: Basil Bernard Bernstein)‏ عالم اجتماع بريطاني معروف بعمله في مجال علم الاجتماع التربوي. اشتغل في مجال اللسانيات الاجتماعية، وأولى اهتماما بمسألة اللغة في علاقتها بالطبقات الاجتماعية.